# Pegeen Vail Guggenheim
Pegeen Vail Guggenheim (Ouchy, 18 de agosto de 1925-1 de marzo de 1967) fue una pintora estadounidense nacida en Suiza. Su obra combina el surrealismo y el arte naif.

## Trayectoria
Hija de la acaudalada coleccionista de arte Peggy Guggenheim y del escritor Laurence Vail,Pegeen Vail Guggenheim nació como Pegeen Jezebel Margaret Vail en Ouchy, Suiza, y pasó su infancia en Francia e Inglaterra. En 1941, abandonó Europa para trasladarse a los Estados Unidos con su madre, Peggy Guggenheim, y Max Ernst,  quien más tarde se convirtió en su padrastro. En Estados Unidos estudió en el Finch College.
En 1943 conoció al pintor francés Jean Hélion, quien, junto con sus amigos Piet Mondrian y Fernand Léger, ayudó a introducir el arte abstracto en Estados Unidos. Guggenheim se casó con Hélion en Nueva York en 1946. La pareja se mudó a París ese mismo año. Tuvieron tres hijos, Fabrice, David y Nicolas, y se divorciaron en 1956. Pegeen abandonó París con su hijo menor, Nicolas, para vivir con su madre en Venecia.[cita requerida]
En 1957, Guggenheim conoció al pintor inglés Ralph Rumney en Londres, en la inauguración de una exposición de Francis Bacon en la Galería Hanover. Rumney era un nuevo realista y uno de los fundadores, junto con Guy Debord y Piero Simondo, de la Internacional Situacionista. Guggenheim se casó con Rumney en 1958 y dio a luz a su cuarto hijo, Sandro Rumney, ese mismo año. En 1959, la pareja se trasladó a París antes de regresar a Venecia. A principios de los años sesenta conoció al artista Egidio Costantini con quien realizó varias esculturas de vidrio.
Guggenheim murió en París el 1 de marzo de 1967, después de una sobredosis de medicamentos. Luchó toda su vida con la depresión. 

## Arte
Durante su corta carrera, Guggenheim expuso su obra en Nueva York (incluido el Museo de Arte Moderno), Filadelfia, París, Londres, Venecia, Padua, Murano, Palm Beach, Vicenza, Estocolmo, Toronto y San Diego.
Guggenheim fue amiga y convivió con destacados intelectuales y artistas del siglo XX, entre ellos Yves Tanguy, Max Ernst, André Breton, Marcel Duchamp y Jackson Pollock. Su pintura combina dos estilos artísticos diferentes: el surrealismo y el arte naif. Se inspiró en los pintores surrealistas que la rodearon durante su infancia, entre ellos Tanguy, con quien intercambió algunos cuadros, y Ernst, que fue su padrastro entre 1941 y 1946. Su obra refleja su influencia en la recurrencia de elementos o situaciones improbables en sus decorados o escenas, combinados con su propio y único estilo naif.
En enero de 1943 y junio de 1945, la obra de Guggenheim fue presentada en exposiciones exclusivamente de mujeres artistas: The Exhibition by 31 Women  y después The Women, en la galería Art of This Century inaugurada por Peggy Guggenheim en Nueva York en octubre de 1942. Sus pinturas se exhibieron junto a obras de Kay Sage, Leonora Carrington, Lee Krasner, Dorothea Tanning y Frida Kahlo. En 1946 realizó su primera exposición individual en la misma galería, mostrando óleos, dibujos y gouaches que representaban escenas en un estilo naif.
En sus pinturas, Guggenheim representa a menudo parejas y familias que parecen felices y cariñosas. Dada su infancia con su madre, este tema probablemente representa la búsqueda de una vida familiar estable. Los personajes en las pinturas de Peggy Guggenheim suelen estar inspirados directamente en su propio entorno personal: su madre, sus maridos, sus hijos y, sobre todo, ella misma. Aunque a primera vista sus obras pueden parecer alegres, en muchas de ellas se percibe una sensación de aislamiento y sufrimiento. Ejemplos de esto incluyen figuras que lloran mientras dan a luz o personajes representados de forma deshumanizada.